# Bellamy
Bellamy – jednostka osadnicza w Stanach Zjednoczonych, w stanie Alabama, w hrabstwie Sumter.